# Palacio de la infanta Luisa Carlota
El palacio de la infanta Luisa Carlota (o de la infanta Carlota) es un antiguo palacio situado en el centro de Madrid, en la calle de la Luna, hoy en estado ruinoso.

## Historia
El palacio fue construido en la segunda mitad del siglo XVIII para el funcionario y diplomático José Agustín Llano y de la Cuadra, I marqués de Llano por el célebre arquitecto neoclásico Juan de Villanueva. En el momento de su construcción, las bóvedas del edificio fueron consideradas de una gran proeza técnica, similar a las realizadas por Villanueva en las casitas del Arriba y de Abajo en El Escorial.
En 1842, tras su vuelta del destierro en París, el infante Francisco de Paula y su esposa Luisa Carlota de Borbón-Dos Sicilias, junto con parte de sus hijos. Esta circunstancia se produjo ante la negativa de Espartero de que ocuparan sus antiguas habitaciones en el Palacio Real de Madrid. En el palacio de la calle de la Luna moriría la infanta, tomando el edificio el nombre de esta y siendo conocido como palacio de la infanta Luisa Carlota o de la infanta Carlota.
Hacia 1850 el edificio fue reformado y ampliado por el arquitecto Antonio Herrera de la Calle, por mandato de su propietario, el conde viudo de Villariezo. En esta reforma se elevaron dos pisos sobre el edificio original en las crujías del edificio correspondientes a las calles de la Luna y de la Cruz Verde.
En algún momento el edificio fue dividido y destinado a viviendas.
En el último cuarto del siglo XX el edificio comienza un período de decadencia, que llevó a que el Ayuntamiento de Madrid decretara su expropiación en 2005 para destinarlo a equipamiento social. Esta expropiación no se llevó a cabo hasta el mes de noviembre de 2021, en que abandonaron el edificio los últimos ocupantes que aún vivían en él.

## Descripción
El edificio se levanta sobre una parcela de 961 m2.
El interior del edificio conserva aún un importante zaguán abovedado, que data de la reforma acometida por Herrera de la Calle. Al menos hasta 2004, se conservaron restos de pinturas pompeyanas, leones de bronce y otros elementos que un día decoraron el edificio.

### Individuales
1. ↑  Vega, Luis de (18 de noviembre de 2020). «Este palacio es una ruina». El País. Consultado el 25 de noviembre de 2021.
2. ↑  «El Ayuntamiento expropia el Palacio de la Infanta Carlota para crear un equipamiento social». 2005.
3. ↑  «Juan de Villanueva y Montes». Instituto de Estudios Madrileños.
4. ↑  Moleón Gavilanes, Pedro (13 de enero de 1998). Juan de Villanueva. Ediciones AKAL. ISBN 978-84-460-0732-6. Consultado el 25 de noviembre de 2021.
5. ↑  Vidal y Cabasés, Francisco (1778). Conversaciones instructivas en que se trata de fomentar la agricultura por medio del riego de las tierras: y en quienes igualmente se expresan los medios de hallar, y aprovechar las aguas, de abrir canales, y construir las mas simples máquinas hidráulicas, para el logro de tan importante beneficio, y utilidad pública : van ilustradas con planos, y disenõs relativos à ciertos principios prácticos, y generales de agricultura, hidráulica, mecánica, y arquitectura civil contenidas en la obra. A. de Sancha. p. CXC-CXCI. Consultado el 25 de noviembre de 2021.
6. ↑  Español Bouche, Luis (1999). Nuevos y viejos problemas en la Sucesión de la Corona Española. Ediciones Hidalguia. p. 61. ISBN 978-84-89851-13-9. Consultado el 25 de noviembre de 2021.
7. ↑  Vega, Juana de, condesa de Espoz y Mina (2014). «La familia de D. Francisco». Memorias de la condesa de Espoz y Mina. Boletín Oficial del Estado. p. 121-123.
8. ↑  Moral Roncal, 2021, p. 136.
9. ↑  Mesonero-Romanos, Ramón de (1861). «Calle de la Luna». El antiguo Madrid: paseos histórico-anecdóticos por las calles y casas de esta villa. Establecimiento tipografico de Don F. de P. Mellado. p. 292. Consultado el 25 de noviembre de 2021.
10. ↑  Durán, Luis F. (3 de noviembre de 2021). «Desalojo sin incidentes de los okupas del palacio de la calle Luna de Madrid». El Mundo.
11. ↑  Nieto, Antonio (16 de agosto de 2013). «Patrimonio okupado». El País. ISSN 1134-6582. Consultado el 25 de noviembre de 2021.
12. ↑  Osorio, Carlos (18 de enero de 2012). «Caminando por Madrid: Infanta Carlota: Un palacio echado a perder». Caminando por Madrid. Consultado el 25 de noviembre de 2021.